# Culture de Teuchitlan

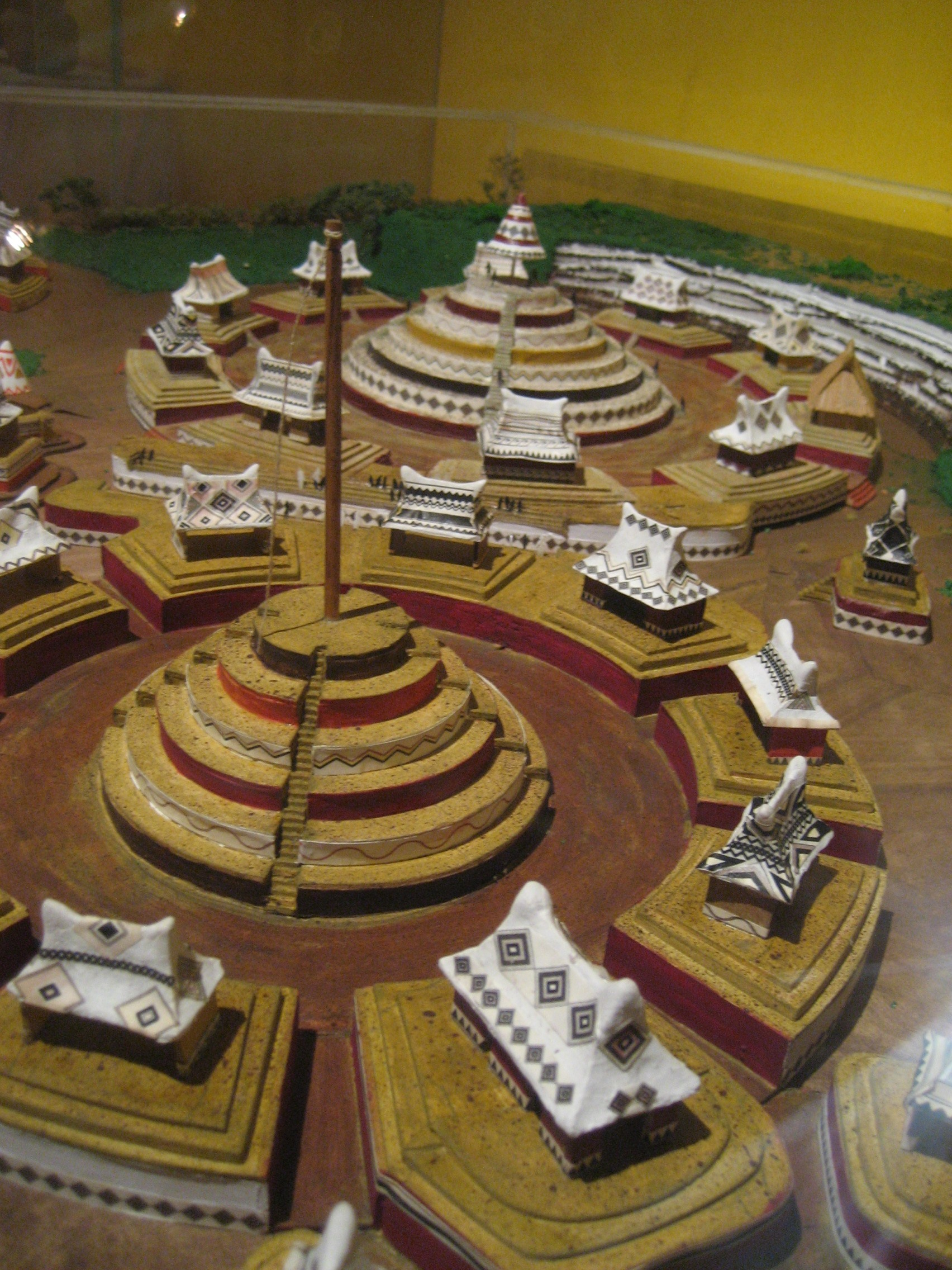
Reconstitution du 'Cercle 2' (au premier plan) et du 'Cercle 1' à Guachimontones
(Photo mise à disposition par Chris Wass).

Ouest Mexicain et tradition de Teuchitlan

La Culture de Teuchitlan est une société précolombienne complexe qui occupait les zones correspondant aux États mexicains modernes de Nayarit et de Jalisco. Bien que les premières traces d'architecture appartenant à la tradition de Teuchitlan soient apparues dès 300 av. J.-C., son essor est généralement daté de la fin de la période formative, en 200 de notre Ère . La tradition s’est éteinte subitement à la fin de la Période Classique, vers 900 apr. J.-C..
La tradition Teuchitlan est remarquable par ses places centrales circulaires et ses pyramides coniques. Selon le chercheur Phil Weigand, ces structures inhabituelles sont "uniques dans toute l’architecture méso-américaine et n’existent même nulle part ailleurs dans le monde".
La tradition de Teuchitlan est le développement d’une culture plus ancienne, la culture des tombes à puits, mais avec un glissement à partir de petits centres vers des sites plus grands tels que Guachimontones.

## Guachimontones
Le site archéologique de Guachimontones, situé juste en dehors de la Teuchitlán des temps modernes, dans l’état de Jalisco, est le site le plus grand et le plus complexe de la tradition de Teuchitlan. Le centre de l'ancienne cité était occupé par trois zones circulaires, chacune avec en son centre une pyramide circulaire s’étageant sur plusieurs niveaux. Il existe au total dix de ces "cercles" à Teuchitlan, s’étendant sur quatre places rectangulaires et deux jeux de pelote parmi beaucoup d'autres structures plus petites.
Les pyramides circulaires sont censées être un cosmogramme qui représente la structure mythologique de l'univers, et les deux piliers circulaires qui ont été disposés en leur centre l’Arbre du monde mésoaméricain. Sur la base de tableaux vivants représentés sur de nombreuses céramiques qui ont été retrouvées, on pense également qu’il existe une parenté avec les cérémonies du volador célébrées à partir d’un poteau. 

## Structure sociale
Il existe plusieurs caractéristiques d'une société hiérarchisée présentes au sein des populations relevant de la tradition de Teuchitlan - les places circulaires, par exemple, étaient réservées à l'élite. Cependant, si on se base sur l’existence de sites semi-fortifiés creusés dans la passe à la périphérie de la zone principale de Teuchitlan, on estime que la zone plus étendue de la tradition de Teuchitlan était politiquement divisée.

## Fin de la tradition
Le début de la période postclassique à l'ouest du Mexique, comme dans le reste de la Méso-Amérique, a été marqué par des changements brusques. Aux environs de 900 apr. J.-C., les pyramides circulaires, les places et les ensembles concentriques ont commencé à être remplacés par une architecture rectangulaire plus prosaïque - la tradition de Teuchitlan avait subi un "effondrement total et définitif", un changement si brusque qu'on a supposé qu'il avait été provoqué par une cause extérieure, peut-être par l’expansion du Royaume tarasque.

## Notes

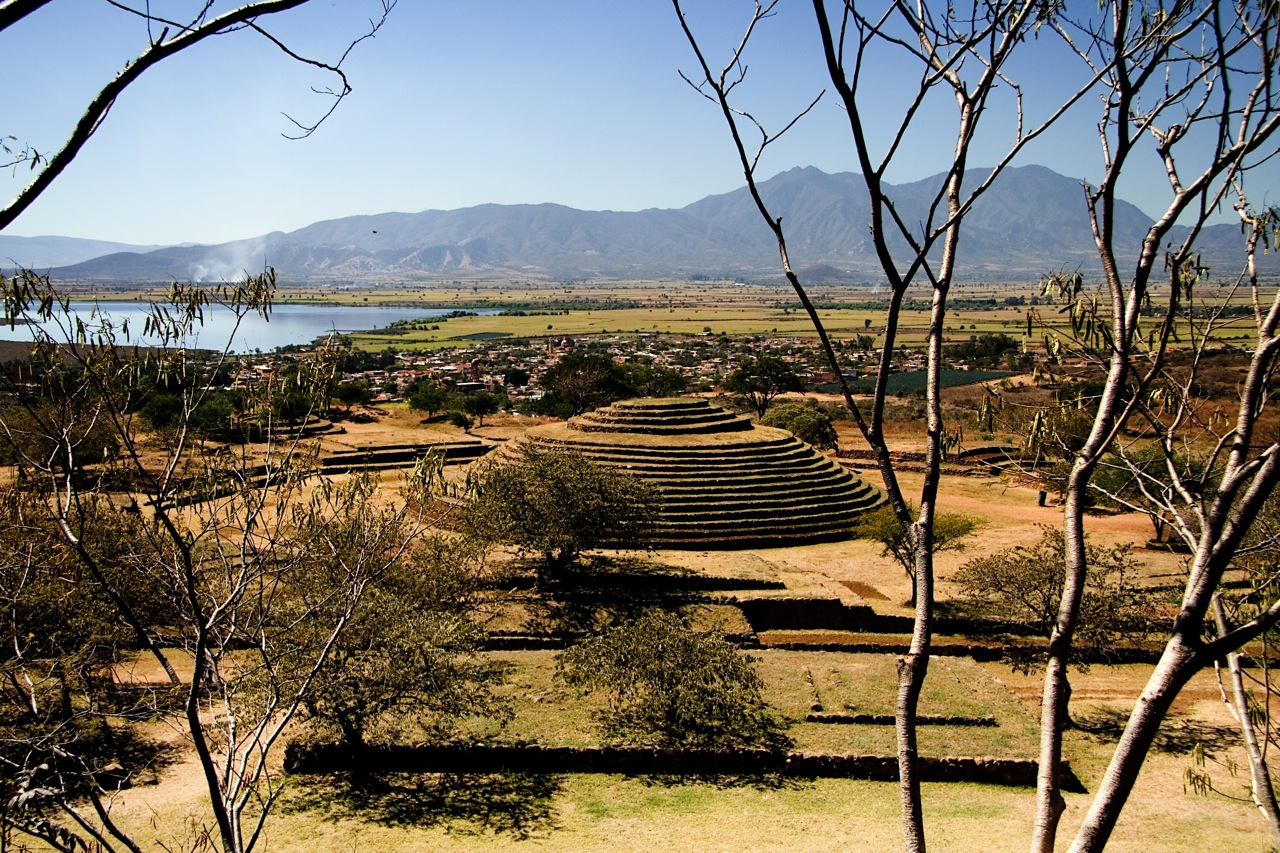
La pyramide conique de 'Cercle 1 ', à Guachimontones
(Photographie mise à disposition par Nancy)